# Berthold Rembolt
Berthold Rembolt (* um 1460; † 1518 in Paris; auch Rembold(us), Remboldt) war ein bedeutender Buchdrucker in Frankreich. Er richtete die renommierte Druckwerkstatt Au Soleil d’Or (Zur Goldenen Sonne) in Paris ein, die nach seinem Tod von seiner Frau Charlotte Guillard bis 1557 in eigener Regie weiter betrieben wurde.

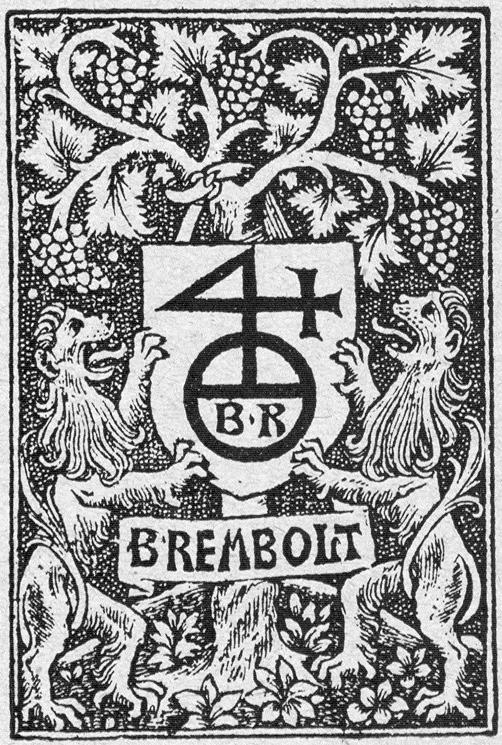
Ein Druckersignet von Berthold Rembolt

## Leben
Rembolt wurde um 1460 möglicherweise in Oberehnheim im Elsass geboren. Er studierte an Artistenfakultäten in Deutschland und Paris. 1494 wurde er Partner von Ulrich Gering († 1510) und trat in die älteste Druckerei Frankreichs ein, die er 1508 übernehmen konnte. 1502 heiratete er Charlotte Guillard, die in seiner Offizin mitarbeitete. Die Ehe blieb kinderlos. Das Druckgeschäft im Quartier Latin lief so gut, dass er das kleine Hôtel Au Soleil d’Or in der rue Saint-Jacques für Betrieb, Familie und Angestellte erbaute. Berthold Rembolt starb Ende 1518 und seine Witwe führte das Unternehmen während einer zweiten Ehe und einer zweiten Witwenschaft bis zu ihrem Tod 1557 weiter.

## Unternehmer
Von Rembolt sind etwa 190 Druckwerke erschienen. Eine Vergilausgabe gilt als fehlerfrei, da sie so sorgfältig korrigiert wurde. Wie Gering, war auch Rembolt ein Geschäftsfreund des Buchdruckers Koberger in Nürnberg, dieser ließ 1510 ein Werk bei Rembolt in Paris drucken. Auf den Sermonen Augustins findet sich die Bemerkung: „Findest Du beim Drucker Rembolt selbst und in den Offizinen des Hans Koberger und Jodocus Badius käuflich.“

### Signet
Das Signet Rembolts war ein mit seinen Anfangsbuchstaben versehener Schild, der von einem oder zwei aufrecht stehenden Löwen gehalten wurde. Ferner kam ein von zwei Knappen gehaltener Flammenstern sowie eine Monogrammscheibe mit Jupiterzeichen vor. Das Signet seiner Nachfolger zeigte die goldene Sonne.

### Werke der Druckwerkstatt Rembolts (Auswahl)
- Mit Ulrich Gering: Augustin: Sermones. Um 1499. Digitalisierte Ausgabe der Universitäts- und Landesbibliothek Düsseldorf
- Mit Ulrich Gering: Corpus juris Canonici glossis. Drei Bände, 1500–1504.
- Bruno in Epistolas Pauli. 1509.
- Mit Johannes Waterloes: Expositio Gregorij pape super Cantica canticorum Cantica Gregori sermone breui manifestat. Dulcius vt castis auribus illa sonent. 1509.
- Mit Johannes Waterloes: Beatissimi Cecilii Cypriani carthaginensis presulis oratoris. 1512.
- Missale Parisiense.
- Papst Gregor I.:  Dialogorum libri quattor.
- Erasmus von Rotterdam: Familiarum colloquiorum formulae et alia quaedam recognita.